# 864 Aase
864 Aase é um asteroide da cintura principal descoberto em 30 de Setembro de 1921 por K. Reinmuth.

## História do nome do 864 Aase
O astrónomo Max Wolf, descobriu em 13 de Fevereiro de 1917 no Observatório de Heidelberg o objecto "A917 CB" que foi designado com o nome "864 Aase" e Karl Reinmuth em 7 de Dezembro de 1926, descobriu o objecto "1078 Mentha". Mais tarde, em 1958, o astrónomo francês Parry de Nice chegou à à conclusão de que estas duas designações se referiam na realidade, ao mesmo objecto. Em 1974 foi decidido que este objecto descoberto em datas diferentes e por astrónomos diferentes ficaria com a designação "1078 Mentha" e que a designação "864 Aase" seria atribuída ao objecto "1921 KE" descoberto por Karl Wilhelm Reinmuth em 30 de Setembro de 1921.